# 大同刀削面

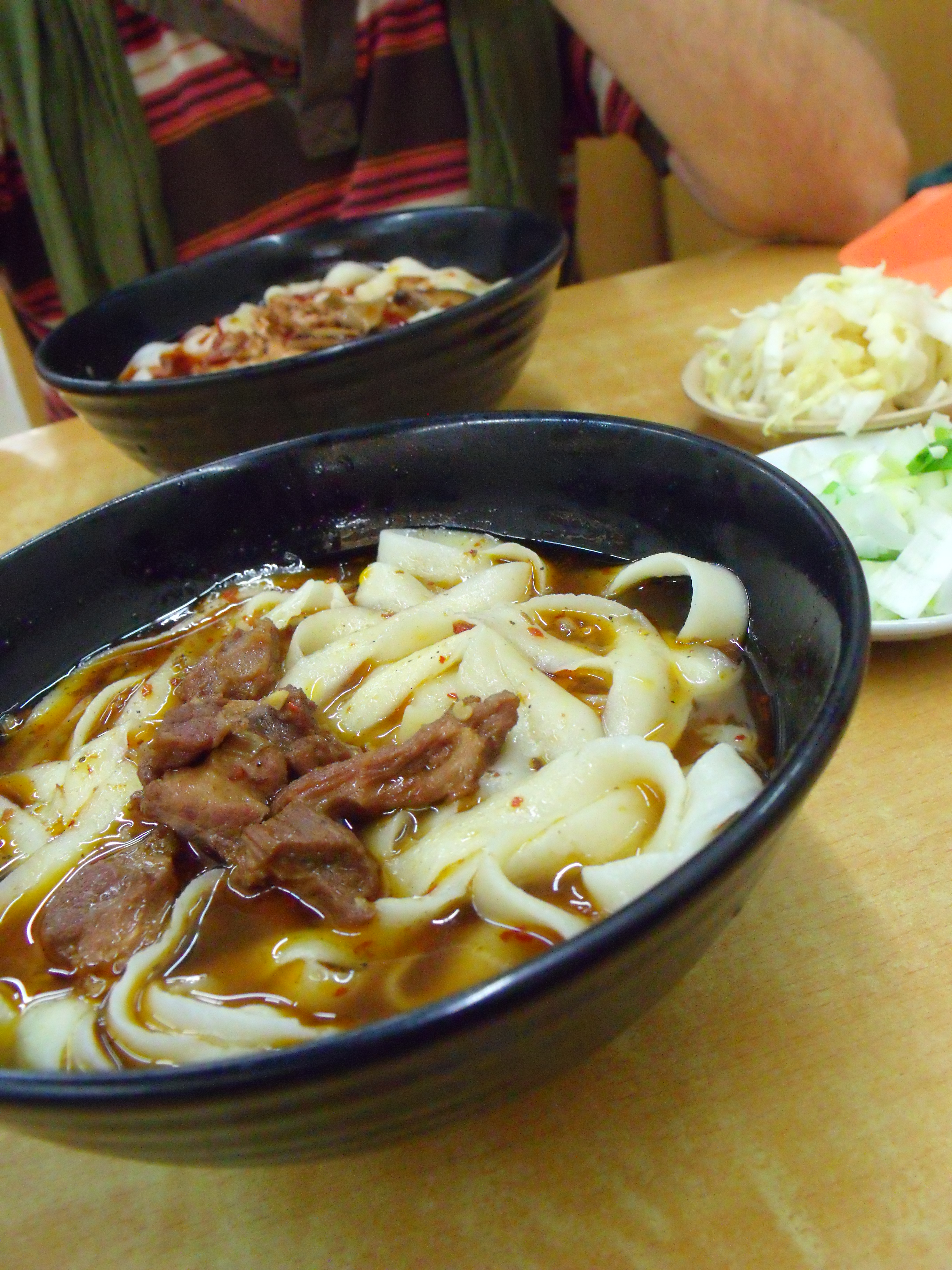
刀削面配咸菜

大同刀削面是中华人民共和国山西省大同市的特色食品之一。山西有“面食之乡”的美誉，大同的刀削面则有“面食王中王”的称号。 大同刀削面是当地人非常喜爱的主食。
大同刀削面的制作，即用削面刀削面团，煮熟后浇上臊子。臊子以猪肉臊子为主，亦有牛肉、羊肉等多种口味。大同人吃刀削面时往往还要加一些小菜，如咸菜、肉丸子、豆腐干、猪手、烧肉等等，再根据个人口味，添加醋、香菜、辣椒。
大同本地刀削面的著名品牌包括“七中刀削面”、“东关刀削面”、“小南街刀削面”、“东方削面”、“柳航里豆麵”等。近年不少大同刀削面店铺采用了快餐式的经营方法，并打入了外地市场。